# Região Geográfica Imediata de Muriaé
A Região Geográfica Imediata de Muriaé é uma das 70 regiões imediatas do Estado de Minas Gerais, uma das 10 regiões imediatas que compõem a Região Geográfica Intermediária de Juiz de Fora e uma das 509 regiões imediatas do Brasil, criadas pelo IBGE em 2017.
É composta por 12 municípios, tendo uma população estimada pelo IBGE para 1.º de julho de 2017, de 186 048 habitantes e uma área total de km².

## Municípios
Fonte: IBGE – Cidades
| Município                      | População Estimada (2017) | Área (km²) |
| ------------------------------ | ------------------------- | ---------- |
| Antônio Prado de Minas         | 1 664                     | 85.042     |
| Barão de Monte Alto            | 5 648                     | 199.105    |
| Eugenópolis                    | 11 285                    | 310.538    |
| Fervedouro                     | 11 039                    | 357.272    |
| Miradouro (Minas Gerais)       | 10 837                    | 301.548    |
| Miraí                          | 14 946                    | 320.628    |
| Muriaé                         | 108 537                   | 841.693    |
| Patrocínio do Muriaé           | 5 680                     | 108.471    |
| Rosário da Limeira             | 4 580                     | 112.319    |
| São Francisco do Glória        | 5 085                     | 164.023    |
| São Sebastião da Vargem Alegre | 3 006                     | 73.711     |
| Vieiras                        | 3 741                     | 112.691    |
| Total                          | 186 048                   |            |